# Martin Pospíšil
Martin Pospíšil (Bělkovice-Lašťany, 26 giugno 1991) è un calciatore ceco, centrocampista dello Sigma Olomouc.

## Caratteristiche tecniche
Interno di centrocampo, può giocare come esterno su entrambe le fasce.

## Carriera

### Nazionale
Ha giocato nelle nazionali giovanili ceche Under-19 ed Under-21.
Il 14 novembre 2012 esordisce in nazionale maggiore contro la Slovacchia (3-0).

## Palmarès

### Club

#### Competizioni nazionali
- Coppa della Repubblica Ceca: 1

Sigma Olomouc: 2011-2012
- Supercoppa della Repubblica Ceca: 1

Sigma Olomouc: 2012